# Epimactis
Epimactis is een geslacht van vlinders van de familie Lecithoceridae.

## Soorten
- E. albipunctella Viette, 1968
- E. crambalea Meyrick, 1910
- E. crocella Viette, 1956
- E. dissecta Meyrick, 1921
- E. icterina Meyrick, 1931
- E. incertella Viette, 1956
- E. infulata Meyrick, 1914
- E. melithorax Meyrick, 1923
- E. metazona Meyrick, 1908
- E. monodoxa Meyrick, 1907
- E. nigricella Viette, 1968
- E. ochreocapitella Viette, 1968
- E. pulsatella Bradley, 1961
- E. spasmodes Meyrick, 1914
- E. strombodes Meyrick, 1914
- E. suffusella (Walker, 1864)
- E. talantias Meyrick, 1908
- E. tortricella Viette, 1968
- E. turbida Meyrick, 1914